# Řečkovický HRáj
Řečkovický HRáj je park na území MČ Brno-Řečkovice a Mokrá Hora v katastru Řečkovic, mezi ulicemi Terezy Novákové, Družstevní a Renčova. V roce 2020 vyhrál v participativním rozpočtu města Brna Dáme na vás a 19. června 2023 byl Řečkovický HRáj slavnostně otevřen.

## Historie
Pozemek byl dlouhodobě zanedbaný, přestože byl mnoho let ve správě městské části Brno-Řečkovice a Mokrá Hora.
První pokus o přihlášení projektu, který by ze strany navrhovatelky Evy Matouškové učiněn při prvním ročníku participativního rozpočtu Dáme na vás v roce 2017, ale městská část Brno-Řečkovice a Mokrá hora nesouhlasila s realizací projektu, neboť by se jednalo o kolizi s investicí připravovanou z úrovně města Brna (výstavba polyfunkčních domů).
V roce 2018 MČ Brno-Řečkovice a Mokrá Hora označila projekt jako proveditelný, nicméně projekt nevyhrál. Následující rok Majetkový a Bytový odbor Magistrátu města Brna prohlásily projekt za neproveditelný.
Ještě před hlasováním v Dáme na vás v roce 2020 více než 740 lidí podepsalo petici proti kácení a za zpřístupnění zeleně v zalesněné proluce mezi ulicemi Terezy Novákové u Renčova. Svým jednáním  se jim podařilo dostat území Řečkovického HRáje do kategorie plochy veřejné zeleně, zrušit výstavbu silnice, která by vedla přes proluku na ulici Družstevní a zrušit umístění nadzemních parkovacích míst, aby se zbytečně nekácely vzrostlé stromy.
V témže roce navrhovatelky na základě připomínek a podnětů projekt HRáje upravily tak, aby vyhověl posuzování proveditelnosti ze strany Magistrátu města Brna a městské části. Dotčené odbory a městská část Brno - Řečkovice a Mokrá Hora označily projekt pod názvem Řečkovický HRáj za proveditelný. Projekt v listopadovém hlasování získal 3090 kladných hlasů a umístil se mezi vítěznými projekty.

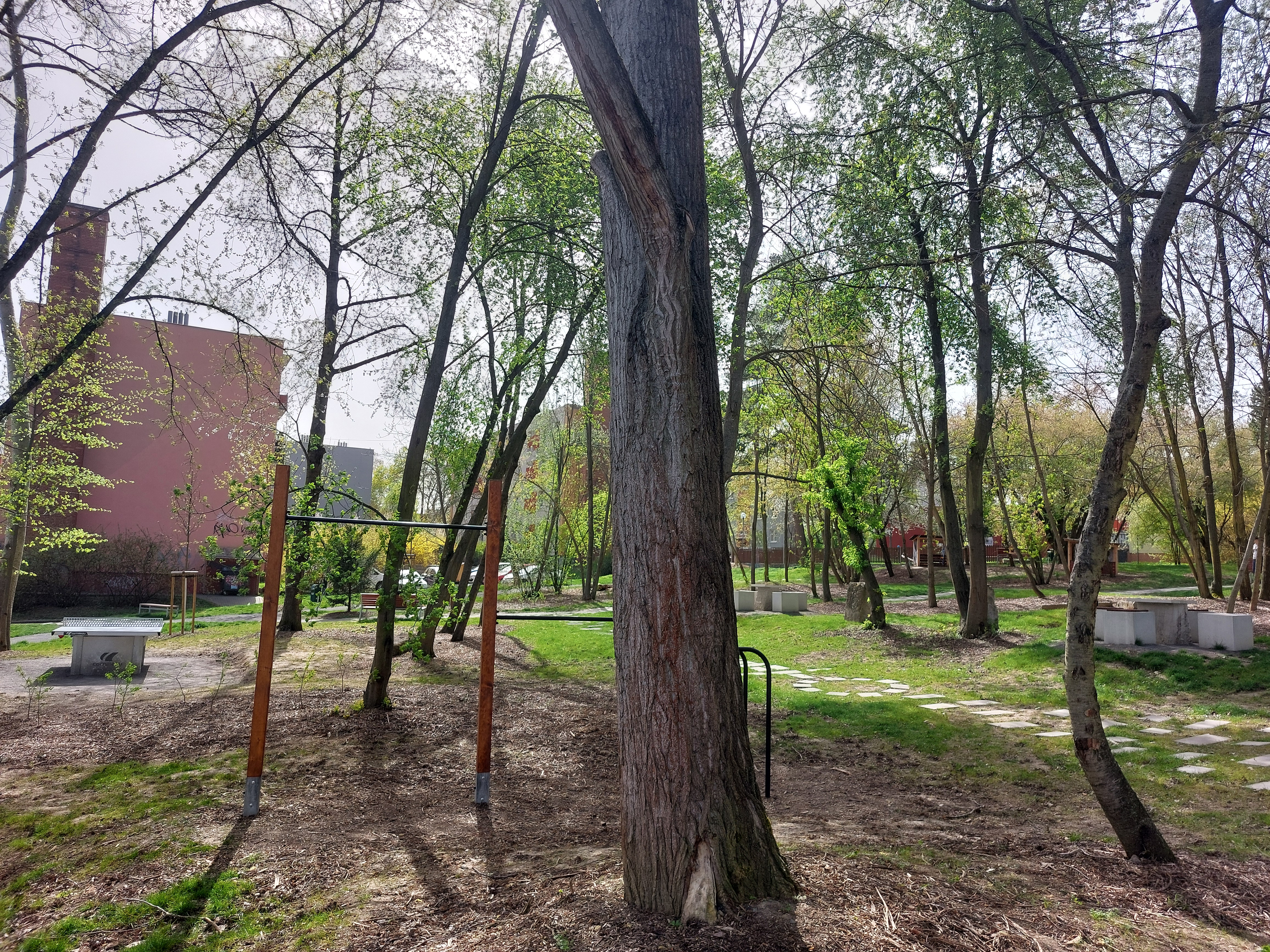
Umístěné prvky (stůl na stolní tenis, hrazda a šachy) a vzrostlé stromy.

K poklepání základního kamene došlo 9. března 2023, za zhotovitele byla vybrána společnost Atregia, s. r. o. Záměrem bylo využít v největší možné míře toho, co již na pozemku vyrostlo a rostlo desítky let, tedy stromy, keře a různé byliny, ale také vysadit v prostoru i novou zeleň.
V roce 2023 navrhovatelka přihlásila do Dáme na vás pokračování projektu s cílem doplnit chybějící prvky, které nemohly být financovány z peněz vysoutěžených v roce 2020. Nicméně projekt byl označen jako neproveditelný ze strany bytového odboru města Brna, který s projektem nesouhlasil vzhledem k tomu, že předpokládá zahájení 2. etapy bytové výstavby na předmětném pozemku do 4 let, tj. do roku 2027.

### Podporovatelé
Řečkovický HRáj podpořili Spolek Za zdravé Řečkovice, toho času náměstek brněnské primátorky Petr Hladík (KDU-ČSL), zakladatel České pirátské strany a tehdejší kandidát do Senátu v obvodě č. 60 Jiří Kadeřávek nebo herec Ondřej Studénka.

## Realizace
V roce 2021 došlo na základě posouzení dendrologa k prořezu a odstranění suchých stromů a k pěstebním zásahům. Pozemek byl vyčištěn od náletových dřevin, stavební sutě a dalšího odpadu.
Během první poloviny roku 2023 probíhala realizace a 19. června 2023 byl za účasti radního pro oblast participace Filipa Chvátala (KDU-ČSL) a starosty MČ Brno-Řečkovice a Mokrá Hora Marka Viskota (Sociální demokracie) Řečkovický HRáj slavnostně otevřen. Realizace Řečkovického HRáje stála 3,6 milionu Kč z rozpočtu města Brna.

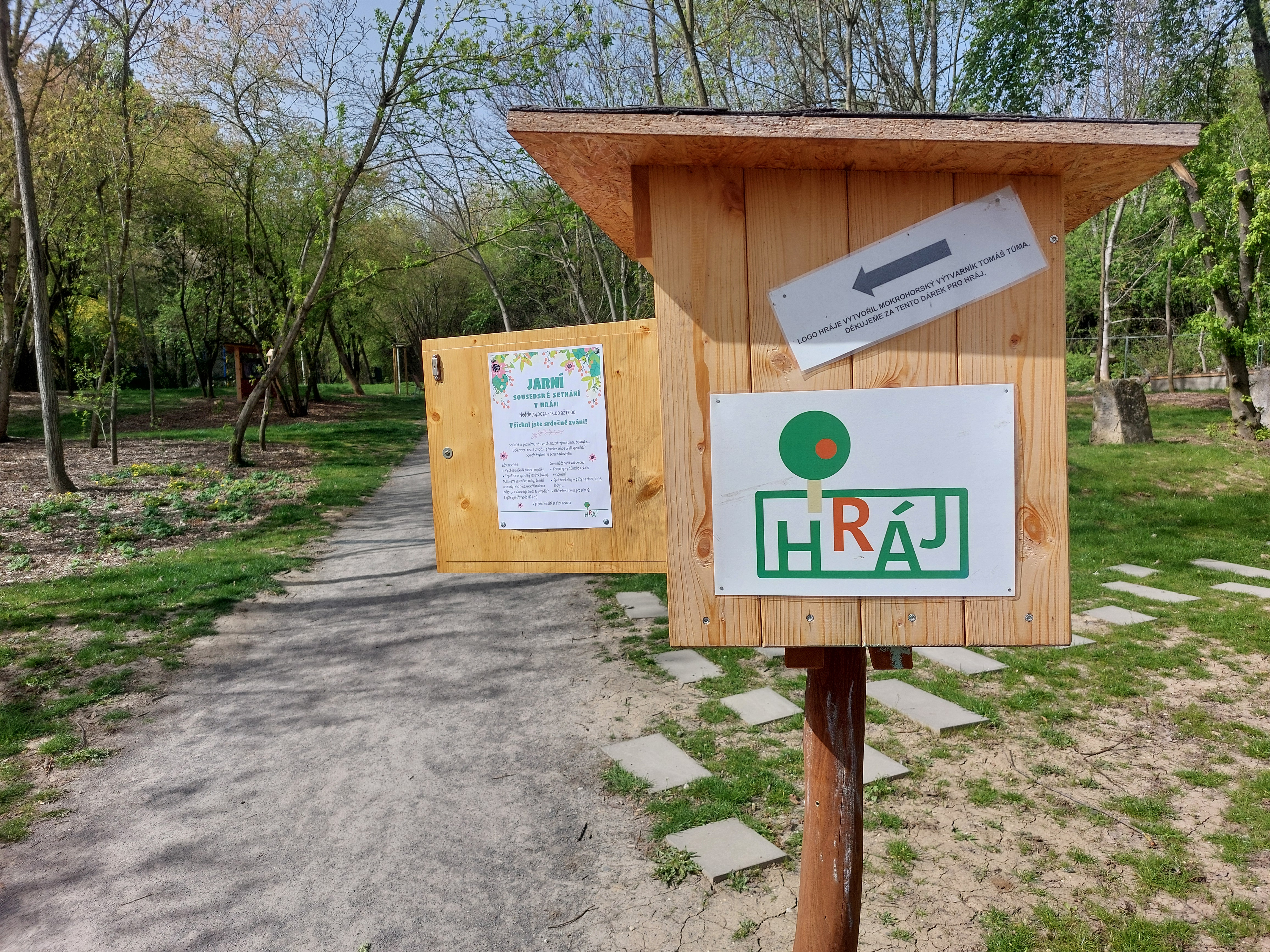
Knihobudka v Řečkovickém HRáji

Kromě oživení stávající zeleně na místo přibyly nové stromy a trávníky včetně lučního. Nově byly doplněny mlatové cestičky, lavičky, odpadkové koše, houpačky, pískoviště, knihobudka, venkovní šachy, bosonohá stezka nebo stůl na stolní tenis.
Podle Dany Klodové je Řečkovický HRáj kladným vzorovým příkladem toho, že když občané aktivně usilují o změnu plánů veřejné správy (petice, jednání, podpora starosty), dokáží je změnit ke svému kýženému cíli - ponechat proluku zalesněnou, a navíc získat finanční podporu z participativního rozpočtu Dáme na Vás.

### Akce pro veřejnost
Před realizací Řečkovického HRáje se v proluce konaly úklidy v rámci akce Ukliďme Česko.
Od realizace se v prostoru Řečkovického HRáje konalo několik akcí pro širokou veřejnost. Dne 10. prosince 2023 proběhlo Adventní setkání, kdy pro návštevníky byly připraveny ukázky tradičních adventních i vánočních zvyků nebo hudební program. V neděli 7. dubna 2024 proběhlo Jarní sousedské setkání s hrami, výrobou budek pro ptáky nebo výměnným bazarem.

## Zastavění pozemku tzv. proluky
V srpnu 2019 tehdejší náměstek primátorky Oliver Pospíšil (Sociální demokracie) v řečkovickém zpravodaji ŘEČ zmínil, že se chystá příprava inženýrských sítí, komunikací a v první fázi výstavba dvou bytových domů s podzemními garážemi v lokalitě Terezy Novákové v ceně zhruba 100 milionů Kč. Podle Pospíšila měla na pozemku začít výstavba dvou bytových domů, pobočky knihovny Jiřího Mahena v Brně a společenský sál a náměstí v roce 2020.
Během realizace HRáje v srpnu 2022 tehdejší náměstek pro bydlení Jiří Oliva (Sociální demokracie) povrdil výstavbu dvou bytových domů, nicméně zmínil, že se snaží maximálně vycházet vstříc přáním místních obyvatel, a to je existence HRáje.
Podle starosty MČ Brno-Řečkovice a Mokrá hora Marka Viskota výstavba v tzv. proluce a Řečkovický HRáj jsou v souladu. Starosta Viskot uvádí, že v proluce bude v největší možné míře zachována stávající zeleň v kombinaci s celým záměrem střídmé a střízlivé výstavby. V březnu 2023 se Viskot v ŘEČi vyjádřil, že si knihovna zaslouží nové funkční a plnohodnotné prostory, které město spolu s 23 nájemními byty připravuje právě v proluce Terezy Novákové.
Na začátku roku 2024 mluvčí Magistrátu města Brna Filip Poňuchálek v Brněnském deníku uvedl, že město Brno nehodlá zastavovat celou plochu pozemku, na kterém je v současné době HRáj. Podle něj na ploše HRáje vznikne veřejné prostranství se zelení velké zhruba 1 300 m², přičemž část vybavení HRáje zůstane na svém místě, ostatní bude využito na jiných místech v Řečkovicích.

### Změna územního plánu a zastavění Řečkovického HRáje

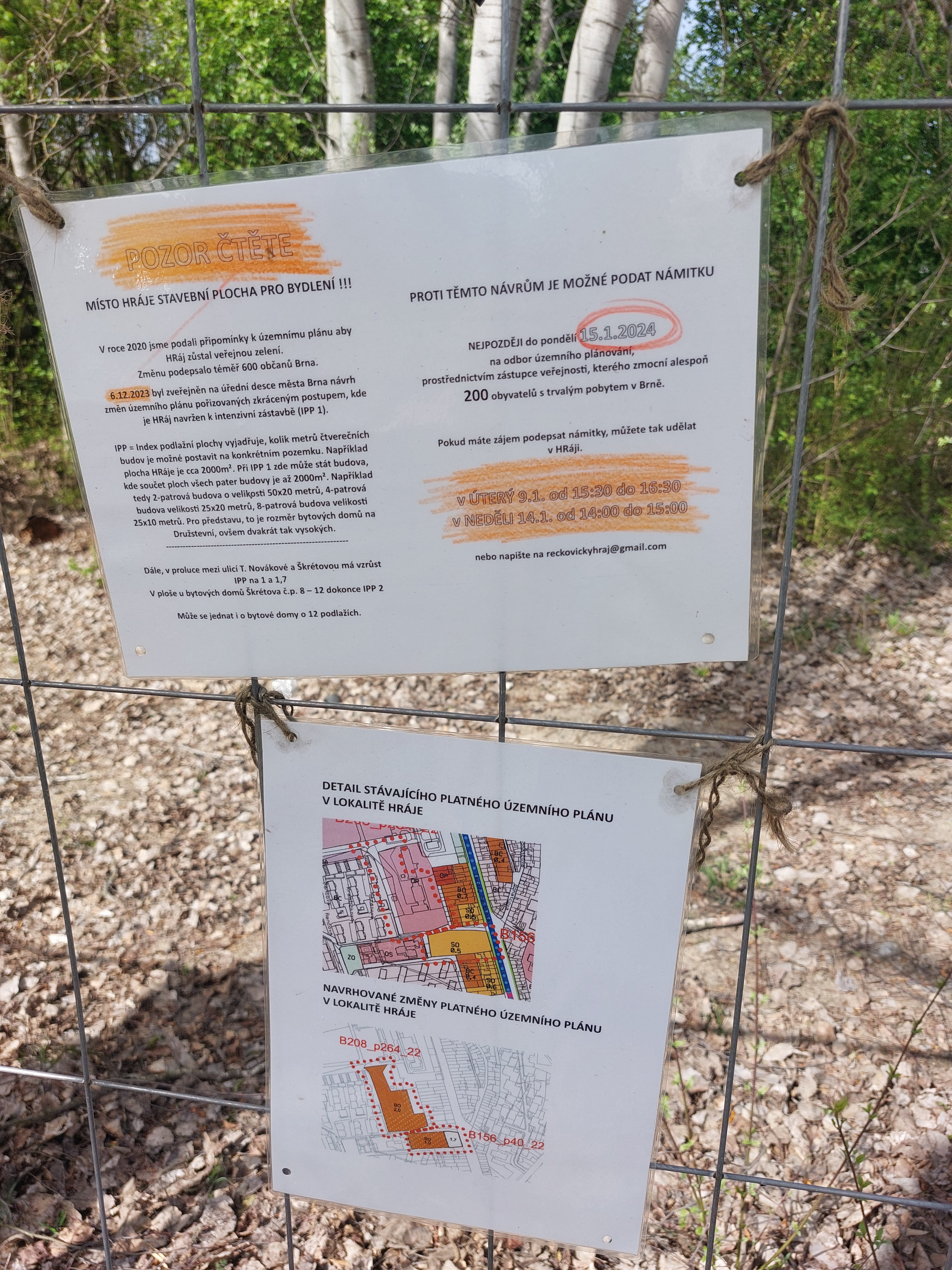
Výzva k podpoře námitky proti změně územního plánu umístěná na plot Řečkovického HRáje.

Starý územní plán města Brna omezoval možnosti zástavby pozemku, takže by se maximální zastavěná plocha vyčerpala dvěma plánovanými bytovými domy v nezalesněné části pozemku. Nový územní plán umožňuje zastavět i zalesněnou část proluky a celou proluku tak kompletně zastavět.
V úpravě územního plánu z přelomu let 2023/2024 je na ploše Řečkovického HRáje nově stanovena stabilizovaná plocha občanské vybavenosti. V prosinci 2023 byl zveřejněn návrh změn územního plánu pořizovaných zkráceným postupem, kde je HRáj navržen k intenzivní zástavbě. Plochu dosud vymezenou jako smíšenou pro obchod a služby magistrát překreslil na žádost bytového odboru a plánuje tu postavit byty. Podle magistrátu v době přípravy parku bylo jasné, že jde o dočasný projekt, než se začne s byty. Celkově by mělo jít o 60 bytů.

#### Petice proti změně územního plánu
Proti výše zmíněné změně územního plánu podepsalo 533 občanů města Brna námitku. Zástupkyně veřejnosti Jaroslava Růžičková uvedla, že lidé chtějí, aby byl Řečkovický HRáj zapsán jako plocha veřejné zeleně a odmítají možné zastavění pozemku HRáje a navyšování indexu podlažních ploch.